# Fosfofruktokinas
Fosfofruktokinas (PFK) är ett kinasenzym som katalyserar det tredje steget i glykolysen: fosforyleringen av fruktos-6-fosfat till fruktos-1,6-bisfosfat. Enzymet regleras bland annat av Adenosinmonofosfat och fruktos-2,6-bisfosfat, som båda aktiverar det. Enzymet katalyserar en icke-reversibel reaktion och har en reglerande funktion över glykolysen.

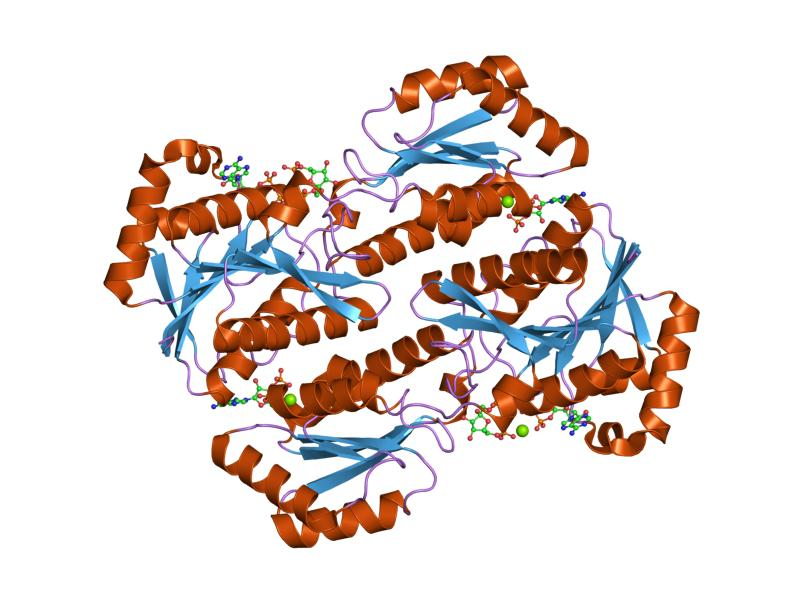
Struktur av Fosfofruktokinas.

## Funktion
Den enzymkatalyserade överföringen av en fosforylgrupp från ATP är en viktig reaktion i en mängd olika biologiska processer. Fosfofruktokinas katalyserar fosforyleringen av fruktos-6-fosfat till fruktos-1,6-bisfosfat, ett viktigt regleringssteg i den glykolytiska vägen. Det hämmas allosteriskt av ATP och aktiveras allosteriskt av AMP, vilket anger cellens energibehov när den genomgår den glykolytiska vägen. PFK finns som en homotetramer i bakterier och däggdjur (där varje monomer har två liknande domäner) och som en oktomer i jäst (där det finns 4 alfa- (PFK1) och 4 betakedjor (PFK2), den senare, liksom däggdjursmonomererna, har två liknande domäner). Detta protein kan använda morfeeinmodellen för allosterisk reglering.
PFK är cirka 300 aminosyror långa, och strukturella studier av bakterieenzymet har visat att det består av två liknande (alfa/beta) lober: en som är involverad i ATP-bindning och den andra som rymmer både substratbindningsstället och det allosteriska stället (ett regulatoriskt bindningsställe som skiljer sig från det aktiva stället, men som påverkar enzymaktiviteten). De identiska tetramerunderenheterna antar två olika konformationer: i ett "slutet" tillstånd överbryggar den bundna magnesiumjonen fosforylgrupperna i enzymprodukterna (ADP och fruktos-1,6-bisfosfat) och i ett "öppet" tillstånd binder magnesiumjonen endast ADP, eftersom de två produkterna nu är längre ifrån varandra. Dessa konformationer tros vara successiva steg i en reaktionsväg som kräver stängning av underenheter för att få de två molekylerna tillräckligt nära att reagera.
Den omvända reaktionen katalyseras av enzymet fruktos-1,6-bisfosfatas. 

### Fosfofruktokinas familj
PFK tillhör fosfofruktokinas B (PfkB) -familjen av sockerkinaser. Andra medlemmar av denna familj (även känd som Ribokinasefamiljen) omfattar ribokinas (RK), adenosinkinas (AK), inosinkinas och 1-fosfofruktokinas. Medlemmarna i familjen PfkB/RK identifieras genom närvaron av tre bevarade sekvensmotiv. Strukturerna för flera PfK-proteinfamiljer har bestämts från ett antal organismer och den enzymatiska aktiviteten hos denna proteinfamilj visar ett beroende av närvaron av pentavalenta joner. PFK finns i isoforma versioner i skelettmuskulaturen (PFKM), i levern (PFKL) och från blodplättar (PFKP), vilket möjliggör vävnadsspecifikt uttryck och funktion. Det spekuleras fortfarande i att isoformerna kan spela en roll i specifika glykolytiska hastigheter i de vävnadsspecifika miljöer de befinner sig i. Det har visat sig hos människor att vissa mänskliga tumörcellinjer hade ökad glykolytisk produktivitet och korrelerade med den ökade mängden PFKL.

## Klinisk betydelse
Brist på PFK leder till glykogenos typ VII (Taruis sjukdom), en autosomal recessiv sjukdom som kännetecknas av svår illamående, kräkningar, muskelkramper och myoglobinuri som svar på utbrott av intensiv eller kraftig träning. Drabbade kan vanligtvis leva ett någorlunda vanligt liv genom att lära sig att justera aktivitetsnivåer.

## Fördelning
Det finns två olika fosfofruktokinasenzymer hos människor:
| Typ                 | Synonymer                         | EC nummer           | Substrat         | Produkt               | Paralog genes                  |
| ------------------- | --------------------------------- | ------------------- | ---------------- | --------------------- | ------------------------------ |
| Fosfofruktokinas 1  | 6-fosfofruktokinas fosfohexokinas | EC number 2.7.1.11  | Fruktos 6-fosfat | Fruktos-1,6-bisfosfat | PFKL, PFKM, PFKP               |
| Fosfofruktokinase 2 | 6-fosfofrukto-2-kinas             | EC number 2.7.1.105 | Fruktos 6-fosfat | Fruktos-2,6-bisfosfat | PFKFB1, PFKFB2, PFKFB3, PFKFB4 |